# 自動車ターミナル法
自動車ターミナル法（じどうしゃターミナルほう、昭和34年4月15日法律第136号）は、バスターミナル等の自動車向けターミナル事業の許可制等に関する日本の法律である。
この法律は、「自動車ターミナル事業の適正な運営を確保すること等により、自動車運送事業者及び自動車ターミナルを利用する公衆の利便の増進を図り、もつて自動車運送の健全な発達に寄与すること」を目的とする（法1条）。

## 構成
- 第1章 総則（第1条・第2条）
- 第2章 自動車ターミナル事業（第3条 - 第14条）
- 第3章 専用バスターミナル（第15条・第16条）
- 第4章 雑則（第17条 - 第22条）
- 第5章 罰則（第23条 - 第26条）
- 附則

## 用語
本法にいう自動車ターミナルとは「旅客の乗降又は貨物の積卸しのため、自動車運送事業の事業用自動車を同時に2両以上停留させることを目的として設置した施設であつて、道路の路面その他一般交通の用に供する場所を停留場所として使用するもの以外のもの」をいい（第2条第4項）、以下のように区分される（第2条第5条〜第7条）。令和2年度の道路法の改正で道路の付属物として同等の特定車両停留施設の規定が設けられた。
- 一般自動車ターミナル　自動車運送事業者が当該自動車運送事業の用に供することを目的として設置した自動車ターミナル以外の自動車ターミナル
  - バスターミナル　一般乗合旅客自動車運送事業の用に供する自動車ターミナル
    - 一般バスターミナル[1]　（専用バスターミナルにあたらないもの）（参照：バスターミナル#日本のバスターミナルの特徴には、一般バスターミナルについては網羅的に列挙されている。）
    - 専用バスターミナル　一般乗合旅客自動車運送事業者が当該一般乗合旅客自動車運送事業の用に供することを目的として設置したバスターミナル（簡潔にいうと、バス会社が自社用に設置したもの）

  - トラックターミナル　一般貨物自動車運送事業の用に供する自動車ターミナル（例：京浜トラックターミナル）
- （一般自動車ターミナルではないもの）　自動車運送事業者が当該自動車運送事業の用に供することを目的として設置した自動車ターミナル

## 規制の内容
自動車ターミナル事業を経営するためには、個別のターミナル毎に、かつターミナルの種類毎に、国土交通大臣の許可を得なければならない（第3条）。
自動車ターミナル事業者が徴収するターミナルの使用料金は、国土交通大臣への届出制となる（第7条）。
専用バスターミナルの使用を開始するためには、基準に適合することについてあらかじめ国土交通大臣の確認を受けなければならない（第15条）。
主要な規制の違反に対しては、最大100万円以下の罰金刑が課されうる（第23条〜第26条）。

## 下位法令
- 自動車ターミナルの位置、構造及び設備の基準を定める政令
- 自動車ターミナル法施行規則